# Локня (верхний приток Клевени)
Локня (укр. Локня) — правый приток реки Клевень, протекающий по Севскому (Брянская область) и Глуховскому (Сумская область) районам.

## География
Длина — 29 км. Площадь водосборного бассейна — 236 км². Русло реки в среднем течении (севернее села Уланово) находится на высоте 159,1 м над уровнем моря, в верхнем течении (севернее села Толстодубово) — 191,4 м.
Река течёт с севера на юг, истоки расположены в Севском районе, большая часть протекает по Глуховскому району. Река берет начало в деревне Круглая Поляна (Севский район). Впадает в реку Клевень восточнее села Харьковка (Глуховский район) на государственной границе с Россией.
Долина корытообразная, шириной до 1,5 км и глубиной до 25 м. Пойма шириной до 0,5 км. Русло слаборазвитое. На реке нет крупных и средних прудов. В нижнем и среднем течении реки пойма заболоченная с тростниковой и луговой растительностью.

## Притоки
- Правые: Калиновка.
- Левые: Глебовка.

## Населённые пункты
- Населённые пункты на реке от истока к устью:
- Севский район: Круглая Поляна;
- Глуховский район: Толстодубово, Малая Слободка, Червоный Пахарь, Уланово, Ястребщина.